# Inches
Inches è un album del gruppo alternative rock statunitense dei Les Savy Fav.
Pubblicato il 20 aprile 2004 dall'etichetta French Kiss Records il disco raccoglie i nove singoli (con relativi lati B) pubblicati dal gruppo nel periodo 1996-2004 per etichette sempre diverse. Le copertine dei nove vinili 7" (7 inches in inglese, da cui il titolo del progetto) sono riportate all'interno del libretto per comporre un disegno in stile pop art.
I singoli sono riportati in ordine cronologicamente inverso rispetto alla data di pubblicazione. The Sweat Descends fu ripubblicata come singolo sempre nel 2004, venendo poi inserita in numerose classifiche di fine anno. Reformat è presente in due versioni: una live con in sottofondo le voci dei fans, e una "dramatic reading" di sei minuti in cui si narra la storia del capitano di un sottomarino che viene ghigliottinato all'interno di uno stadio da football.
Nel 2008 la Wichita Records ha acquistato i diritti dell'album, ripubblicandolo per il mercato europeo.

## Tracce
1. Meet Me in the Dollar Bin – 4:21
2. Hold On to Your Genre – 5:16
3. We'll Make a Lover of You – 3:43
4. Fading Vibes – 3:58
5. The Sweat Descends – 4:15
6. Knowing How the World Works – 4:49
7. Hello Halo, Goodbye Glands – 3:53
8. Obsessed With The Excess – 4:05
9. One Way Widow – 3:18
10. Yawn. Yawn, Yawn – 2:56
11. No Sleeves – 4:14
12. Reprobates Resume – 3:23
13. Reformat (Dramatic Reading) – 6:10
14. Reformat (Live) – 2:55
15. Bringing Us Down – 3:04
16. Our Coastal Hymn – 4:20
17. Blackouts on Thursday – 3:27
18. Rodeo – 2:20